# アントン・ブルックナー私立大学

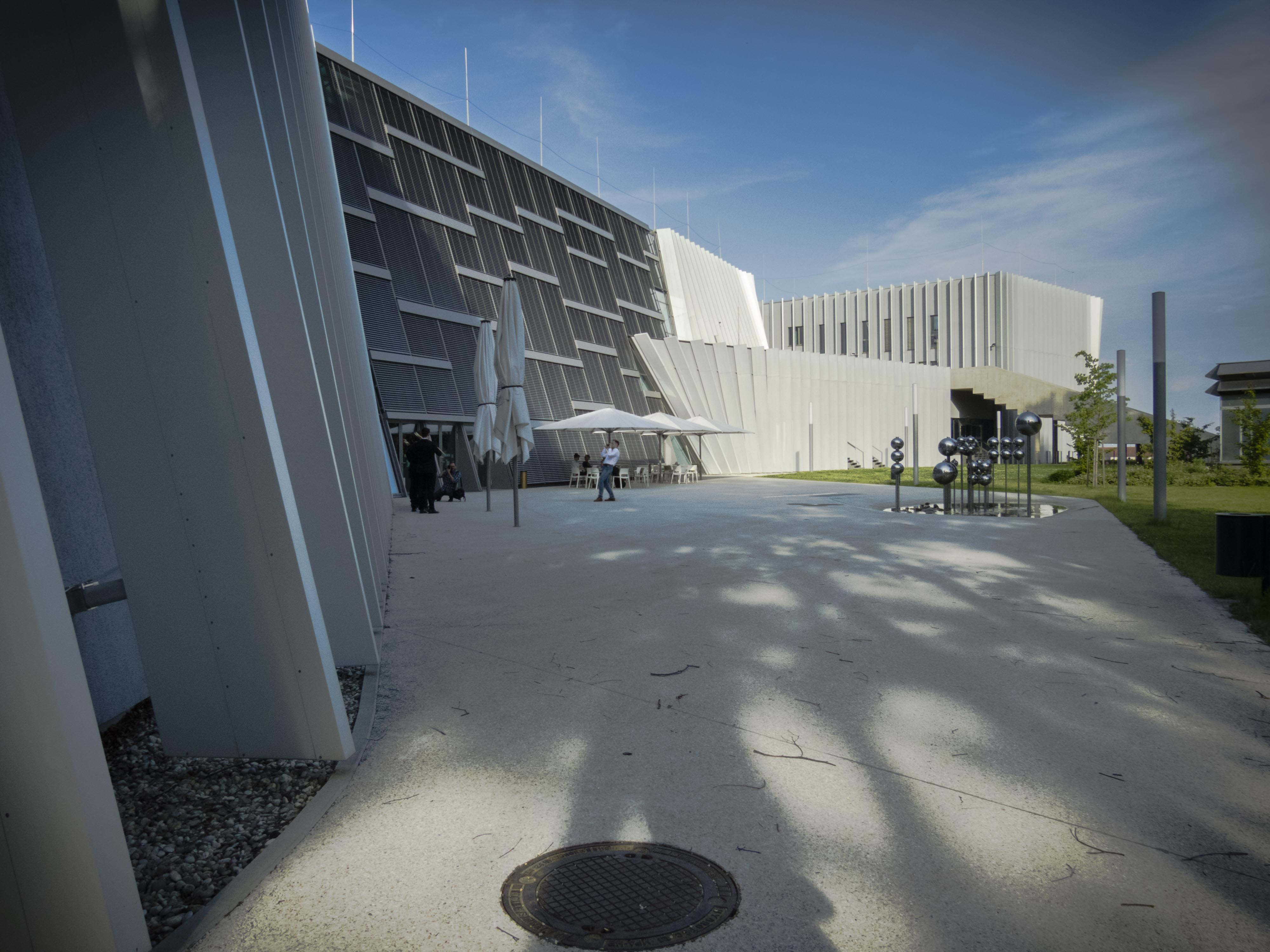
2015年より使用されている新校舎

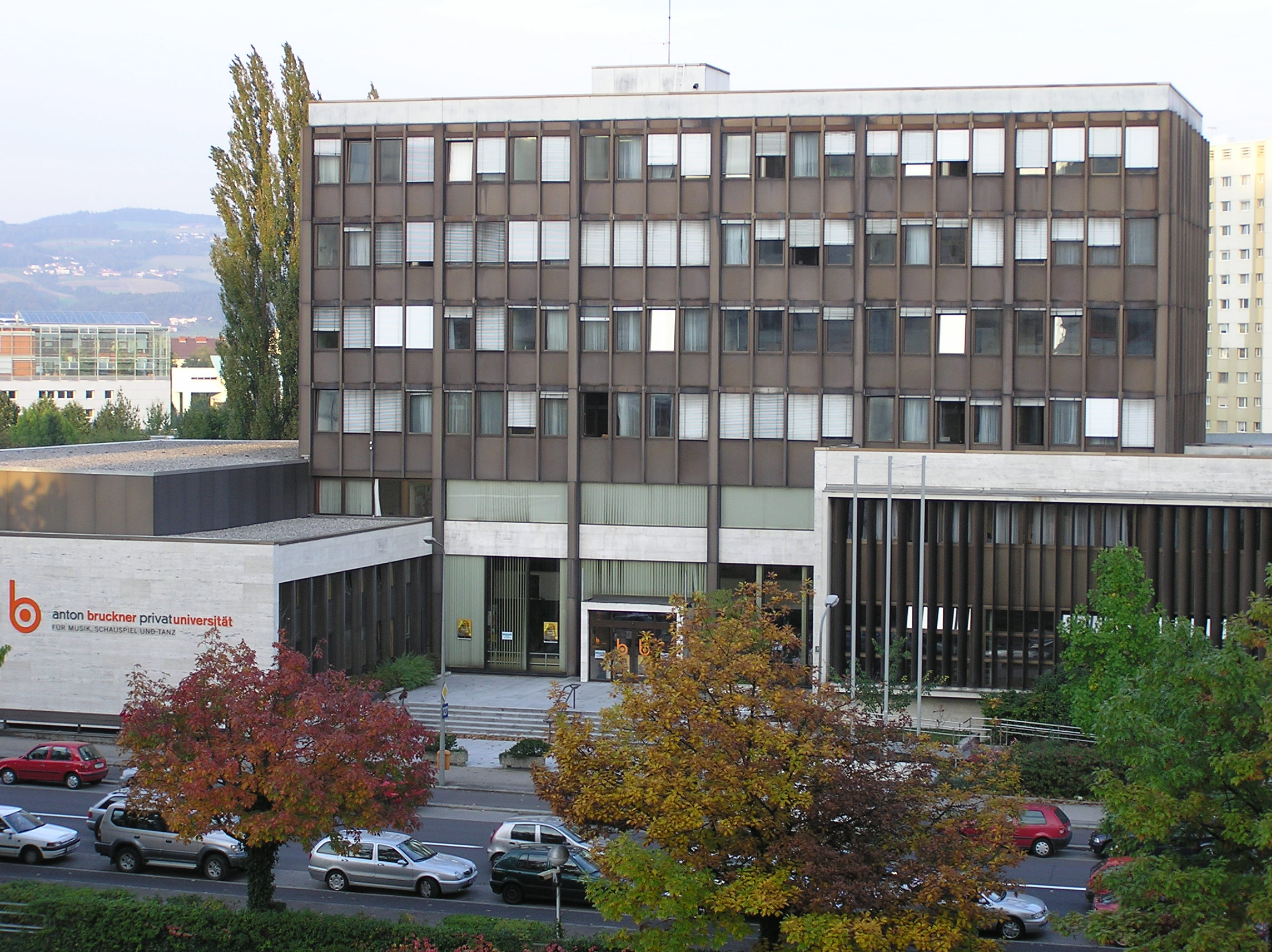
大学旧校舎（現在は取り壊されている）

アントン・ブルックナー私立大学 (独: Anton Bruckner Privatuniversität）は、オーストリア、リンツ市にある総合芸術大学である。音楽、演劇、ダンスが専攻できるオーストリアの5大学のうちの一つである。2009年には、世界各地より当大学にて約850名の学生が学んでいる。国際的に認められた芸術家、学者、教師などを含め、200人の教授と教員が指導する。また、学生と講師の約30%が外国人である。
リンツが州都であるオーバーエスターライヒ州の文化的景観は、ヨーロッパ中の音楽教育の一例になっている。オーバーエスターライヒ州政府は芸術教育に特別な支援をしており、そのため、同様の教育機関と比べて、ここでは授業料が極端に安いのである。
大学名称は、オーストリアの作曲家アントン・ブルックナー (1824年-1896年) に因んで名付けられた。

## 歴史
アントン・ブルックナー私立大学が知られるようになってからまだ日は浅いが、リンツでの音楽教育自体は200年以上の伝統をもっている。1799年に、マイケル・ハイドン、モーツァルトとベートーベンの親しい友人であった市の音楽監督フランツ・クサーヴァ・グローグル（ドイツ語版、英語版）が、リンツで最初の音楽学校を創設する。そして1823年、新たに創設されたリンツ音楽協会は歌謡学校を設立し、それがアントン・ブルックナー私立大学の前身となった。
1863年にアントン・ブルックナーを音楽学校の校長にするよう説得する試みは失敗に終わる。しかし、ブルックナーの伝記作家でフランツ・リストの元秘書でもあったアウグスト・ゲレリッヒ（ドイツ語版）は、1896年から1923年まで新たに強化された学校を担当していた。そして1923年に音楽学校をリンツ・ブルックナー音楽院に昇格させることによって、ブルックナーの名前がようやく確立される。現在はアントン・ブルックナー私立大学と改名された。
アマチュア音楽家の育成を改善して、リンツの音楽生活の質を向上させるという前身の音楽院の本来の役割は、1950年にリンツ音楽学校に引き継がれる。その頃からリンツ・ブルックナー音楽院はプロの音楽家を養成する場として次第に確立する。1990年以降、リンツ・ブルックナー音楽院はリンツで最も活発な文化機関の一つに発展していく。2004年に私立大学として認可されて以来、旧リンツ・ブルックナー音楽院の教育領域を拡大し続けており、現在ではクラシック音楽、ジャズ、演劇とコンテンポラリーダンスの3つのコースと22の学部がある。学生は、他のヨーロッパの大学や芸術アカデミーと同等の学士号または修士号のために学習することができる。

## エラスムス（留学制度）
2004年に私立大学として認可されて以来、アントン・ブルックナー私立大学は国際化、特にヨーロッパのエラスムス・プログラムへの参加を非常に重要視してきた。
また、新世代エラスムス・プログラムを立ち上げる過程で、当大学は2014年にエラスムス憲章を授与された。